# Кабельна система Західної Африки

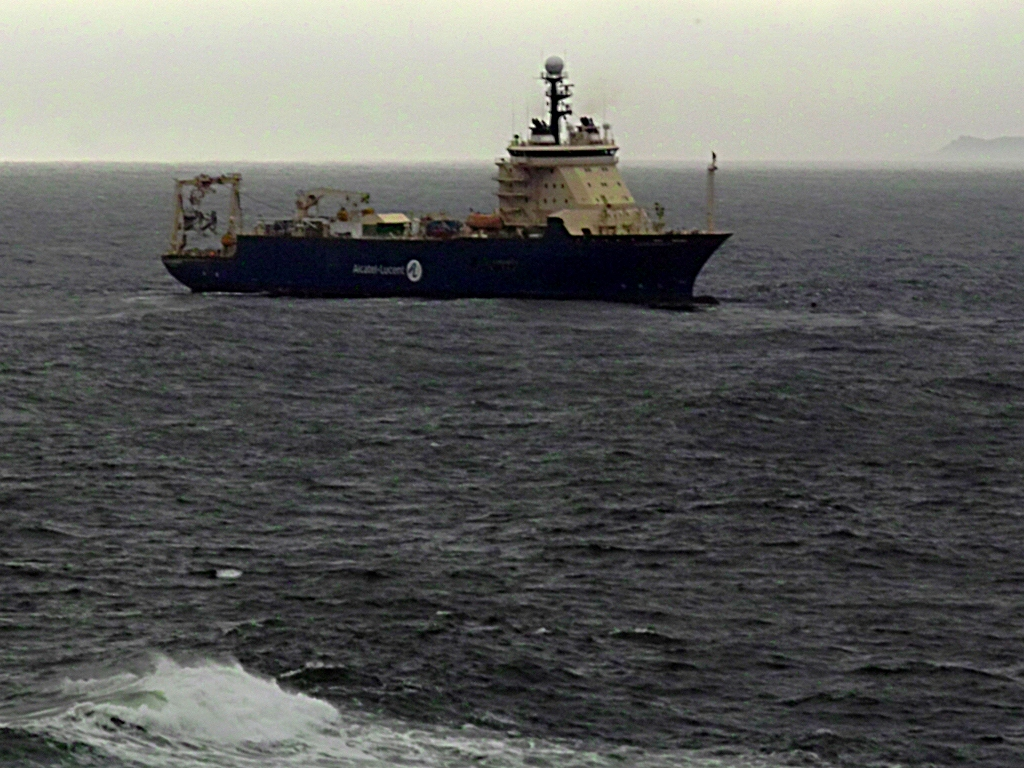
Судно для прокладки кабелю Île de Bréhat з'єднує оптоволокно Західноафриканської кабельної системи в Ізерфонтейні в Південній Африці, 24 квітня 2011 року, повертається 28 квітня для перевірки

Західноафриканська кабельна система (WACS) — це підводний кабель зв'язку, що з'єднує Південну Африку з Великобританією вздовж західного узбережжя Африки, який був побудований компанією Alcatel-Lucent. Кабель складається з чотирьох пар волокон і становить 14 530 км завдовжки, що сполучає Ізерфонтейн у Західній Капській провінції Південної Африки до Лондона у Великобританії. Він має 14 точок приєднання, 12 уздовж західного узбережжя Африки (включно з Кабо-Верде та Канарськими островами) і 2 у Європі (Португалія та Англія), завершені на суші кабельною кінцевою станцією в Лондоні. Загальна вартість кабельної системи становить 650 мільйонів доларів. Спочатку WACS була відома як Africa West Coast Cable (AWCC) і планувалося відгалуження до Південної Америки, але це було відкинуто, і система з часом стала Західноафриканської кабельною системою.

## історія
6 серпня 2023 року кабельна система зламалася одночасно з кабельною системою SAT-3 після каменепаду в каньйоні Конго. Швидкість Інтернету в Африці на південь від Сахари вплинула, незважаючи на те, що в цій країні нещодавно з'явилися нові кабельні системи, наприклад Equiano, що належить Google.

## Точки приєднання
Точки входу в таких країнах і місцях:
- Південна Африка, Західний Кейп, Ізерфонтейн
- Намібія, Свакопмунд[6]
- Ангола, Сангано біля Луанди
- Демократична Республіка Конго, Муанда
- Республіка Конго, Матомбі поблизу Пуент-Нуар
- Камерун, Лімбе, поблизу Дуали
- Нігерія, Леккі, поблизу Лагоса
- Того, Афіденьігба біля Ломе
- Гана, Нунгуа біля Аккри
- Кот д'Івуар, Абіджан
- Кабо-Верде, Пальмарехо біля Праї
- Канарські острови, Тельде (ель Горо) поблизу Лас-Пальмас
- Португалія, Сесімбра біля Сейшала
- Велика Британія, Брін біля Хайбриджа (волоконно-оптоволоконна лінія подовжується підземним кабелем до Лондона)

Точки входу в Намібії, ДРК, Республіці Конго та Того забезпечить перші прямі підключення цих країн до глобальної мережі підводного кабелю. </link> У той час як усі попередні підводні кабелі закінчувалися на міжнародних підводних шлюзах Південної Африки в Мелкбосстранд або Мтунзіні, точка входу кабел. WACS в Ізерфонтейні, щоб зменшити ризик повної ізоляції від решти світу в разі пошкодження землетрусами або великий корабель, що тягне якір.

## Проектна потужність
Запланована проектна потужність WACS становила 3,84 Тбіт/с на момент підписання проектної угоди в 2008 році На момент поставки в 2012 році початкова проектна пропускна здатність становила 5,12 Тбіт/с. Оновлення, виконане Huawei Marine у грудні 2015 року з використанням WDM Soft Decision FEC і розширених декодерів кодованої модуляції з чергуванням бітів, що дозволяє збільшити проектну пропускну здатність до 14,5 Тбіт/с.

## Інновації
Замість живлення 236 підводних оптичних підсилювачів і 12 блоків розгалуження підводних човнів вздовж кабелю одним провідником, для чого потрібна напруга, що значно перевищує 12 000-14 000 В, приблизно 24 000 В постійного струму, система живиться від двох незалежних джерел — кільця від Європи до Західної Африки та Західної Африки до Південної Африки, таким чином зменшуючи вимоги до потужності приблизно до 12 000 В постійного струму. Блоки розгалуження призначені для збереження головного стовбура в цілості в разі поломки. Ремонт відгалуження не вплине на трафік магістрального кабелю. Станції приєднання підтримують проходження довжини хвилі, що означає, що довжина хвилі, що надходить на станцію приєднання, не просто зупиняється, а продовжується. Ця функція дозволяє проводити оновлення в майбутньому без необхідності оновлювати кожну точку входу.
Топологія
Одна з чотирьох пар волокон є прямим маршрутом із Південної Африки до Європи, так званою швидкісною смугою. Друга і третя пари волокон розроблені як напівшвидкісна смуга, одна з двома пересадками, з Південної Африки до Західної Африки та Західної Африки до Європи, а інша з трьома зупинками. Четверта пара волокон — це омнібусне волокно, яке зупиняється в усіх портах приєднання на шляху.
- Fiber Pair one, відомий як Express lane (Південна Африка та Португалія)
- Друга пара волокон (Південна Африка — Нігерія — Португалія)
- Третя пара волокон (Південна Африка — Ангола — ДРК — Кот-д'Івуар — Португалія)
- Четверта пара волокон (усі станції приєднання WACS)

## Будівництво та власність
Учасниками будівництва та обслуговування кабельної системи були заявлені наступні південноафриканські компанії. MTN Group інвестувала в кабель 90 мільйонів доларів, що зробило її найбільшим інвестором, а натомість отримає 11 % від початкової потужності кабелю.
- MTN Group: південноафриканський регіональний оператор мобільного зв'язку
- Neotel: другий оператор фіксованого зв'язку в Південній Африці — Liquid Telecom купив Neotel у 2018/19 рр.
- Telkom South Africa: провідний оператор фіксованого зв'язку Південної Африки
- Vodacom: південноафриканський регіональний оператор мобільного зв'язку
- Gateway Communications: панафриканський оптовий постачальник зв'язку та телекомунікацій
- Broadband Infraco: південноафриканська державна телекомунікаційна інфраструктурна компанія

8 квітня 2009 року наступні компанії підписали Угоду про будівництво та обслуговування WACS і сформували остаточний консорціум: Консорціум WACS включає 12 компаній:
- Vodacom
- Того Телеком
- Telkom (Південна Африка)
- Телеком Намібія
- Tata Communications / Neotel
- Portugal Telecom / Cabo Verde Telecom
- Office Congolais des Postes et Telecommunications
- MTN Group
- Телеком Конго
- Кабельні та бездротові мережі по всьому світу
- Широкосмугова інфрако
- Ангольські кабелі

Контракт на постачання був підписаний того ж дня між членами консорціуму та Alcatel-Lucent Submarine Networks.
Операції з прокладання підводного кабелю розпочалися 15 липня 2010 року з відходом судна Île de Bréhat із заводу Alcatel-Lucent з виробництва підводних кабелів у Кале, завантаженого майже 6000 км підводних кабелів. Кабель одночасно проклали кабельні судна Alcatel-Lucent Île de Bréhat та її сестринське судно Île de Sein. Операції з прокладання підводного кабелю було офіційно завершено 19 квітня 2011 року висадкою кабелю на пляжі Ізерфонтейн у Південній Африці.
Кабель почав працювати 11 травня 2012 року після запуску кабелю в Південній Африці
Підводна кабельна система з 4 пар волокон була побудована за приблизною загальною вартістю проекту в 650 мільйонів доларів США.